# Larry McCormick
Lawrence James McCormick, detto Larry (Buckingham, 12 luglio 1890 – Hyannis, 30 dicembre 1961), è stato un hockeista su ghiaccio canadese naturalizzato statunitense.

## Palmarès

### Olimpiadi
- Argento a Anversa 1920 nell'hockey su ghiaccio.